# Mologa (rivier)
De Mologa (Russisch: Молога) is een rivier in Rusland. De lengte is 456 kilometer. Het gemiddelde debiet is 60 m³/s; bij de uitmonding is dit 237 m³/s. Door de vele zijrivieren wordt de Mologa allengs breder; op het punt van uitmonding bedraagt de breedte 200 meter. De Mologa ontspringt op de Waldajhoogte, in het district Maksatichinski, en stroomt achtereenvolgens door de oblasten Tver, Novgorod en Vologda. De rivier mondt uit in het Stuwmeer van Rybinsk. De rivier komt langs de nederzetting Maksaticha en de steden Bezjetsk, Oestjoezjna en Pestovo.
De Mologa is een zijrivier (linkerzijde) van de Wolga. Op de plek waar de Mologa in de Wolga stroomde bevond zich de gelijknamige stad Mologa. In 1947, toen het Stuwmeer van Rybinsk werd gevuld, heeft men deze stad onder water laten lopen.
De rivier bevriest elk jaar tussen eind oktober en begin december, om vervolgens eind april, begin mei te ontdooien.
- Gemeinsame Normdatei: 4305439-0
- Système universitaire de documentation: 128084405
- Virtual International Authority File: 159672915